# Gynoplistia lyrifera
Gynoplistia lyrifera là một loài ruồi trong họ Limoniidae. Chúng phân bố ở miền Australasia.